# Mészöly Miklós
Mészöly Miklós (született Molnár) (Szekszárd, 1921. január 19. – Budapest, 2001. július 22.) Kossuth-díjas magyar író, a Digitális Irodalmi Akadémia alapító tagja.

## Élete

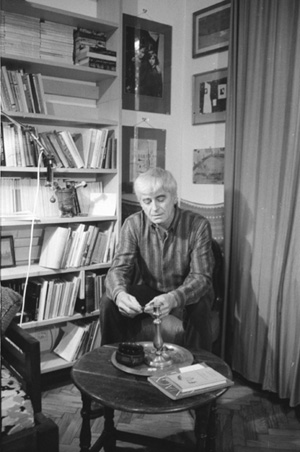
Mészöly Miklós (Budapest, 1987)

A Pázmány Péter Tudományegyetem Jog- és Államtudományi Karán 1942-ben szerzett jogászdoktori oklevelet. A második világháború alatt egy évig (1943–1944) frontkatonai szolgálatot teljesített, Szerbiában hadifogságba esett. Számos munkahelye volt (például malomellenőrként), majd 1947-től dolgozott először lapszerkesztőként. Írásai az 1940-es évek végétől jelennek meg. 1951–52-ben Budapesten a Bábszínház dramaturgja. 1993-ban a Demokratikus Charta egyik szóvivője volt. 1992-től a Széchenyi Irodalmi és Művészeti Akadémia alapító elnöke. 1990-től a Magyar Írószövetség vezetőségi tagja volt. A mai magyar elbeszélők között kiemelkedő alkotó. Felesége Polcz Alaine író, pszichológus, a Magyar Hospice Alapítvány vezetője volt.

## Emlékezete

### Mészöly Miklós Emléknap

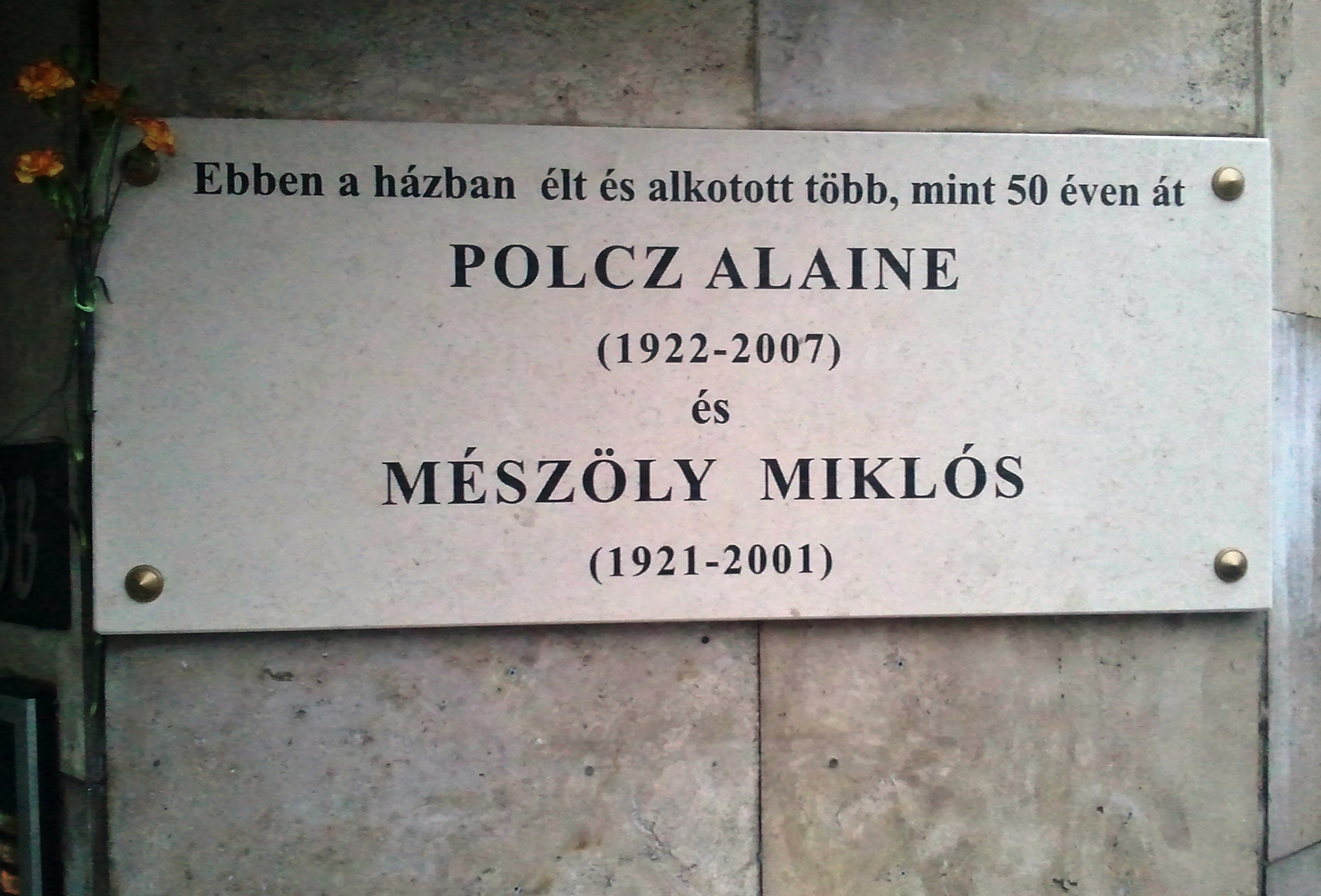
Emléktáblája,
Városmajor utca 48/a

Polcz Alaine, Mészöly Miklós özvegye 2003-ban Szekszárd városának ajándékozta közös budapesti lakásuk berendezési tárgyainak, valamint könyvtáruknak nagy részét. Ezzel teremtette meg a szekszárdi Irodalom Háza – Mészöly Miklós Múzeum alapjait, amely az író emlékének ápolása mellett feladatának tekinti a Tolna vármegyei irodalmi emlékek időszaki kiállításokon való bemutatását, az irodalom iránti érdeklődés felélesztését, illetve színvonalas programok szervezését az irodalomszerető közönség számára. 
A Mészöly Miklós Emléknap – emléktábla felavatása, egész napos program – születésének évfordulóján, 2004. január 19-e óta kerül minden évben megrendezésre.
Ezen a napon adják át a 2004-ben alapított Mészöly Miklós-díjat, valamint a város által alapított Mészöly Miklós-emlékplakettet. Az elismeréseket Szörényi László irodalomtörténész, a Mészöly Miklós Egyesület elnöke adja át a díjazottaknak.
…Mészöly országegyesítő egyéniség volt, aki nagyon jól tudta, hogy az ország a Kárpátokig ér…

### Mészöly Miklós emlékév
Születésének 100. évfordulóján, 2021. január 19-én a szekszárdi önkormányzat és a Mészöly Miklós Egyesület emlékévet hirdetett meg. Szintén az évfordulóhoz kapcsolódva jelent meg 2020. december 14-én Szolláth Dávid irodalomtörténész nagyszabúsú Mészöly-monográfiája: Mészöly Miklós (Jelenkor, 740 o. ISBN 978-963-518-082-0).

## Kitüntetései
- Déry Tibor-díj (1986)
- Magyar Művészetért díj (1988)
- Örley-díj (1988)
- Az Év Könyve Díj (1988, 1989, 1991)
- Kossuth-díj (1990)
- Kortárs-díj (1990)
- Fitz József-díj (1990)
- Szekszárd díszpolgára (1991)
- A Nyitott Társadalom Alapítvány díja (1992)
- Soros-életműdíj (1992)
- A Soros Alapítvány díja (1995)
- A Magyar Köztársasági Érdemrend középkeresztje a csillaggal (1996)
- Budapest díszpolgára (1996)

## Művei
- Vadvizek. Novellák; Rákóczi Ny., Pécs, 1948 (A Batsányi Társaság könyvtára Szépirodalmi sorozat)
- A bánatos medve; Ifjúsági, Bp., 1954
- Emide és Amoda; Művelt Nép, Bp., 1955 (Bábszínpad)
- Hétalvó puttonyocska; Ifjúsági, Bp., 1955
- Hamupipőke. Grimm meséje nyomán; átdolg. Molnár Ilona, Mészöly Miklós; Művelt Nép, Bp., 1956 (Bábszínpad)
- Boccaccio: Szaladin szultán barátsága. Mesék; ford. Révay József, átdolg. Mészöly Miklós; Móra, Bp., 1957 (Kispajtások mesekönyve)
- Sötét jelek; Magvető, Bp., 1957
- A tengerlépő cipő. Tiszaháti népmesék; gyűjt., lejegyezte Kocsisné Szirmai Fóris Mária, vál., átdolg. Mészöly Miklós; Móra, Bp., 1959
- Fekete gólya. Regény; Móra, Bp., 1960
- Rákos Sándor–Mészöly Miklós–G. Beke Margit: Dübörgő, a kalapácstolvaj. Regék; Móra, Bp., 1962 (Kispajtások mesekönyve)
- Az ablakmosó (dráma, 1963)
- A hiú Cserép-királykisasszony. Mesék; Móra, Bp., 1964 (Kispajtások mesekönyve)
- Hajnalfia. Magyar népmesék; átdolg. Mészöly Miklós; Móra, Bp., 1964
- Az elvarázsolt tűzoltózenekar. Mesék kicsiknek és nagyoknak; Móra, Bp., 1965
- Az atléta halála; Magvető, Bp., 1966
- Jelentés öt egérről / Magasiskola; Magvető, Bp., 1967
- Saulus; Magvető, Bp., 1966
- Csodacsupor. Felsőtiszai népmesék. Kocsisné Szirmai Fóris Mária gyűjtése; átdolg. Mészöly Miklós, Belia György; Móra, Bp., 1968
- Pontos történetek, útközben. Regény; Magvető, Bp., 1970 (bővített kiadás: 1986)
- Szomorú, vidám; szöveg Mészöly Miklós, rajz Reich Károly; Móra, Bp., 1974
- Alakulások; Szépirodalmi, Bp., 1975
- Film; Magvető, Bp., 1976
- A pipiske és a fűszál; Móra, Bp., 1976
- Kerti hangverseny; Móra, Bp., 1977
- A tágasság iskolája; Szépirodalmi, Bp., 1977
- Szárnyas lovak; Szépirodalmi, Bp., 1979
- Reggel a tanyán; Móra, Bp., 1979
- Bunker / Az ablakmosó; Magvető, Bp., 1979
- Az elvarázsolt tűzoltó-zenekar és más mesék; Móra, Bp., 1980
- Jelentés egy sosevolt cirkuszról és más mesék (mesék, 1980)
- Érintések; Szépirodalmi, Bp., 1980
- Esti térkép. Kiemelések; Szépirodalmi, Bp., 1981
- Megbocsátás; Szépirodalmi, Bp., 1984
- Merre a csillag jár; Szépirodalmi, Bp., 1985
- Magasiskola. Regények és elbeszélések; Kriterion, Bukarest, 1985 (Horizont könyvek)
- Sutting ezredes tündöklése; Szépirodalmi, Bp., 1987
- A pille magánya; Jelenkor, Pécs, 1989
- Volt egyszer egy Közép-Európa. Változatok a szép reménytelenségre; fotó Móser Zoltán; Magvető, Bp., 1989
- A negyedik út. Esélyek és kockázatok az ezredvég küszöbén; Életünk–Magyar Írók Szövetsége Nyugat-Magyarországi Csoportja, Szombathely, 1990 (Életünk könyvek)
- Wimbledoni jácint; Szépirodalmi, Bp., 1990
- Ballada az úrfiról és a mosónő lányáról. Végleges változatok a hagyatékból; Szépirodalmi, Bp., 1991
- Az én Pannoniám; Babits, Szekszárd, 1991
- Elégia; Helikon, Bp., 1991 (versek)
- Ballada az úrfiról és a mosónő lányáról. Végleges változatok a hagyatékból; Szépirodalmi, Bp., 1991
- Bolond utazás. Történetek; vál., szerk. Domokos Mátyás; Századvég, Bp., 1992 (Literatura)
- Otthon és világ. Esszék, tanulmányok; Kalligram, Pozsony, 1994 (Dominó könyvek. Libertas et civitas)
- Lassan minden; Századvég, Bp., 1994
- Családáradás. Beszély; Kalligram, Pozsony, 1995
- Hamisregény. Változatok a szép reménytelenségre; Jelenkor, Pécs, 1995 (Mészöly Miklós művei)
- Idegen partokon. Elbeszélések; Jelenkor, Pécs, 1995 (Mészöly Miklós művei)
- Megbocsátás – Merre a csillag jár (kisregény, elbeszélés 1997)
- Oh, che bella notte. Novellák; Pont, Bp., 1997
- Mesék. Történetek – kicsiknek és nagyoknak; Jelenkor–Kalligram, Pécs–Pozsony, 1998
- Az ember, akit megölt. Esszék; Pont, Bp., 1998 (Esszé)
- Párbeszédkísérlet; kérdező Szigeti László; Kalligram, Pozsony, 1999
- Érintések. 1942–1992; Jelenkor–Kalligram, Pécs–Pozsony, 2000 (Mészöly Miklós művei)
- Csodacsupor. Felső-tiszai népmesék; átdolg. Mészöly Miklós, Belia György; Ister, Bp., 2000
- Pannon töredék; Tricolor, Bp., 2002 (Örökségünk)
- A negyedik út. Esélyek és kockázatok az ezredvég küszöbén. Történeti-politikai esszék, tanulmányok; Életünk–Faludi Ferenc Alapítvány, Szombathely, 2003
- Séta, évgyűrűkkel. Mészöly Miklós és Szederkényi Ervin levelezése, 1970–1987; összeáll., jegyz., utószó Nagy Boglárka; Jelenkor, Pécs, 2004
- Volt idő. Mészöly Miklós és Tüskés Tibor levelezése; sajtó alá rend., előszó, jegyz. Tüskés Tibor; Pro Pannonia, Pécs, 2005 (Pannónia könyvek)
- Műhelynaplók; sajtó alá rend., jegyz. Thomka Beáta és Nagy Boglárka; Kalligram, Pozsony, 2007
- Az istálló. Elbeszélések; Jelenkor, Pécs, 2008 (Mészöly Miklós művei)
- Színházon kívül. Drámák; Jelenkor, Pécs, 2010 (Mészöly Miklós művei)
- A negyedik út. Magyar konzilium; Jelenkor, Pécs, 2010 (Mészöly Miklós művei)
- Szándéktalan fény; fotó Vancsó Zoltán, szöveg Mészöly Miklós; Photovancso, Bp., 2011
- Sólymok csillagvilága; Jelenkor, Bp., 2016 (Mészöly Miklós művei)
- „A bilincs a szabadság legyen”. Mészöly Miklós, Polcz Alaine levelezése 1948–1997; esszé Nádas Péter, sajtó alá rend., jegyz., utószó Nagy Boglárka; Jelenkor, Bp., 2017
- „A bilincs a szabadság legyen”. Mészöly Miklós, Polcz Alaine levelezése 1948–1997; esszé Nádas Péter, sajtó alá rend., jegyz., utószó Nagy Boglárka; 3. jav. kiad.; Jelenkor, Bp., 2018
- Nem felelt meg neki. Elbeszélések; szerk. Nagy Boglárka; Jelenkor, Bp., 2021
- Szorongatott idill. Nemes Nagy Ágnes, Lengyel Balázs, Polcz Alaine, Mészöly Miklós levelezése, 1955–1997; sajtó alá rend., jegyz., utószó Hernádi Mária és Urbanik Tímea; Jelenkor, Bp., 2021

## Források

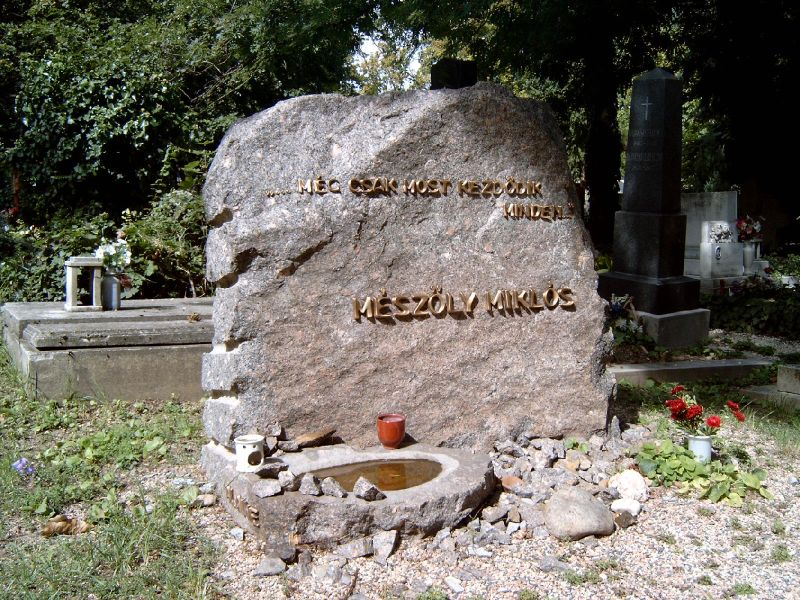
Mészöly Miklós sírja Budapesten. Farkasréti temető: 9/B-1-1/2.